# The Love of Tokiwa
The Love of Tokiwa è un cortometraggio del 1914 diretto da Ulysses Davis.

## Produzione
Il film fu prodotto dalla Vitagraph Company of America.

## Distribuzione
Distribuito dalla General Film Company, il film - un cortometraggio di 600 metri, ovvero due rulli - uscì nelle sale statunitensi il 31 gennaio 1914.